# Jarovce
Jarovce (węg. Horvátjárfalu, niem. Kroatisch Jahrndorf, chor. Hrvatski Jandrof) – niewielka dzielnica Bratysławy położona w południowej części miasta, w powiecie Bratysława V. W pobliżu znajdowało się słowacko-austriackie przejście graniczne Jarovce – Kittsee.

## Historia
Teren Jarovców był zasiedlony już w okresie rzymskim, kiedy to w niedalekich Rusovcach znajdował się obóz Gerulata.
Po raz pierwszy były wzmiankowane w 1208 pod nazwą Ban. W XV wieku wieś przestała istnieć w wyniku epidemii oraz prowadzonych wojen Macieja Korwina z cesarzem rzymsko-niemieckim Fryderykiem III.
Kolejną osadę założyli Chorwaci, uciekający w XVI przed Turkami ze swoich ojczystych stron i przesiedlani w okolice Bratysławy przez swoich panów. Miejscowość nazwali Chorvatska Ves – Horváth falu. Stąd wzięły się także nazwy niemieckie (Kroatisch-Jarendorf, Kroatisch-Jándorf czy współczesna Kroatisch Jahrndorf). W XVIII wieku obok społeczności chorwackiej pojawili się Niemcy i Węgrzy.
Pod koniec Austro-Węgier oraz w dwudziestoleciu międzywojennym Chorwaci stanowili 80% mieszkańców (ok. 17% Niemców, pozostali to głównie Węgrzy).
Na Węgrzech Jarovce leżały w komitacie Moson (niem. Wieselburg), po reformie administracyjnej w 1925 w komitacie Győr-Moson-Pozsony, a w latach 1945–1947 – Győr-Moson. W 1947 po paryskim traktacie pokojowym przyłączono je do Czechosłowacji wraz z sąsiednimi wsiami Rusovce (Oroszvár) i Čunovo (Dunacsún) jako część tzw. przyczółka bratysławskiego. Nie miało to żadnego uzasadnienia narodowościowego, gdyż Słowacy tutaj nie mieszkali, ale jedynie strategiczne (chęć odsunięcia granicy węgierskiej od rogatek Bratysławy). W latach 1947–1950 Jarovce należały administracyjnie do Rusovców, a od 1950 jako samodzielna wieś do powiatu Bratislava-vidiek. W 1972 włączono je w granice Bratysławy.
Obecnie (w 2001) Chorwaci stanowią 20% mieszkańców (najliczniejsza chorwacka społeczność na Słowacji), jest też niewielka grupa Niemców, Węgrów oraz Czechów.

## Zabytki
- kościół rzymskokatolicki pw. św. Mikołaja z 1765, zniszczony całkowicie pod koniec II wojny światowej przez wycofujące się oddziały niemieckie. Odbudowa trwała przez wiele lat po wojnie.